# 13 Comae Berenices
Désignations
13 Comae Berenices, également désignée GN Comae Berenices, est une étoile binaire probable de cinquième magnitude de la constellation boréale de la Chevelure de Bérénice. Elle est membre de l'amas d'étoiles de la Chevelure de Bérénice (ou Melotte 111). Les mesures de parallaxe annuelle réalisées durant la mission Gaia indiquent que le système est distant de 283 ± 5 a.l. (∼ 86,8 pc) de la Terre.
13 Comae Berenices montre des variations lorsque l'on suit son mouvement propre dans le ciel, ce qui indique qu'elle est très probablement une binaire astrométrique. La composante visible de ce système est une étoile blanche de la séquence principale de type spectral A3 V. C'est une étoile variable de type α2 CVn, dont la magnitude apparente varie entre 5,15 et 5,18 sur une période supérieure à un jour ; elle possède la désignation d'étoile variable de GN Com. Renson (1990) la recense également comme une étoile Am suspectée, un type d'étoile chimiquement particulière.
La masse du système est de 2,83 M☉. Sa luminosité vaut environ 61 fois celle du Soleil, et l'étoile rayonne à une température de surface de 8 846 ± 301 K. Elle est âgée de 429 millions d'années. Le système est une source d'émission de rayons X, qui pourraient provenir du compagnon.